# Sint-Josephkerk (Amsterdam)
De Sint-Josephkerk is een voormalige rooms-katholieke parochie-kerk aan de Erik de Roodestraat in Amsterdam Bos en Lommer. Het gebouw werd als kerk gebruikt van 1952 tot 1990. Vervolgens was het van 1996 tot 2012 in gebruik als klimhal. Na een periode van leegstand is het gebouw gekraakt en landelijk bekend geworden als De Vluchtkerk. Er woonden uitgeprocedeerde asielzoekers zonder verblijfsvergunning. Na hun vertrek en weer een periode van leegstand is in mei 2016 het gebouw na een renovatie, heropend als kinderspeelplaats.

## Ontstaan
Er waren al plannen voor deze kerk in 1941, de Tweede Wereldoorlog leverde uitstel op. De bouw van een noodkerk vlak na die oorlog ging ook al niet door. De naoorlogse stadsuitbreidingen maakten toch de bouw van nieuwe katholieke kerken in Amsterdam-West nodig. Het Bisdom Haarlem en de parochie van Onze-Lieve-Vrouw van Altijddurende Bijstand (Chassékerk) namen het initiatief voor deze kerk.
Als architect werd G.H.M. Holt aangetrokken. Deze liet zich inspireren door de vroeg-christelijke kerkbouw in Italië alsmede door de betonnen kerkgebouwen die de Franse gebroeders Perret (in de jaren 1920) en later Le Corbusier hadden gebouwd. Zijn ontwerp stuitte op bezwaren van de Liturgische Commissie van het Bisdom maar kon na enige aanpassingen in 1948 toch doorgang vinden. Er moesten opnieuw aanpassingen aangebracht worden, want door het verdwijnen van een noodkerk elders, moest de kerk groter worden dan voorzien. Bij het uiteindelijke ontwerp was ook de Amsterdamse architect K.P. Tholens betrokken. Er zijn glas-in-loodramen en een grote plafondschildering van Marius de Leeuw. In januari 1950 werd er met de bouw begonnen, waarna de inwijding kon plaatsvinden op 22 mei 1952.

## Herbestemming
De ontkerkelijking en veranderende bevolkingssamenstelling van de buurt, maakten dat het aantal kerkbezoekers van de Sint-Josephkerk fors terugliep. Nog geen veertig jaar na het in gebruik nemen werd de kerk in 1990 "aan de eredienst onttrokken". De Sint-Josephparochie bleef als rechtspersoon bestaan, maar het territorium ervan werd verdeeld onder de nabijgelegen parochies van de Sint-Augustinuskerk (Postjesweg), de Chassékerk en de Sint-Franciscuskerk (De Boom). Inmiddels zijn deze parochies opgegaan in de nieuwe parochie Emmaüs (Amsterdam-West).
In 1995 kocht het bedrijf Ballast Nedam de kerk, met de bedoeling te slopen en de grond te gebruiken voor nieuwbouw. Maar mede dankzij een actie van buurtbewoners kreeg de kerk een nieuwe functie. Van 1996 tot 2012 werd de kerk gehuurd door ondernemer en klimfanaat Hans Zandvliet, die de kerk omvormde tot een klimcentrum, toepasselijk genaamd Tussen Hemel en Aarde.
In 2008 werd de klimhal overgenomen door Mountain Network en in mei 2012 verhuisde het klimcentrum naar het nabij gelegen nieuwbouwwijkje Laan van Spartaan.
Van 2 december 2012 tot 31 mei 2013 werd de kerk, onder de noemer Vluchtkerk, gebruikt voor de opvang van uitgeprocedeerde asielzoekers, nadat de leegstaande kerk in het weekend van 1 op 2 december was gekraakt. De nieuwe eigenaar van de kerk, Fahrenheit Monumenten BV, deed geen aangifte tegen de bezetters van het pand en gedoogde dat de illegalen gedurende de winter in de kerk verbleven. Tegenwoordig heet de groep, waarvan de meeste mensen nog geen vaste plek hebben, "Wij Zijn Hier"
In 2014 is een ingrijpende verbouwing gestart. In mei 2016 opende vervolgens een kinderspeelplaats haar deuren, met verschillende glijbanen, een ballenbak, een hindernisparcours en een kartbaan. Ook is de oorspronkelijke plafondschildering hersteld en zijn de kozijnen vervangen. De nieuwe eigenaar wil ook voor de ouders in de buurt een ontmoetingsplek aanbieden.

## Waardering
De Sint-Josephkerk is opgenomen in de Top 100 Nederlandse monumenten 1940-1958 en vervolgens in 2010 erkend als rijksmonument. Het Parool vroeg “hun” architectuurjournalist Jaap Huisman in 2025 vijf verborgen parels in Amsterdam te benoemen. Daarbij noemde Huisman ook deze kerk. Hij omschreef het als:
Het is een markant, brutalistisch gebouw, die zie je niet veel in Amsterdam. Het is compleet rechthoekig en niet zo zwaar versierd, zoals veel katholieke gebouwen